# Mañaneros 360
Mañaneros 360 (conocido como Mañaneros hasta abril de 2025) es un programa de televisión español producido por RTVE y La Cometa TV que se emite desde el 4 de septiembre de 2023 en La 1. El formato es presentado por Adela González y Javier Ruiz, con la compañía de Miriam Moreno y Alberto Herrera como copresentadores del formato, y combina actualidad de sucesos con una mesa política, contando con tertulianos expertos en ambos campos.
Entre el 14 de octubre de 2024 y el 18 de abril de 2025, el magacín se dividió en dos tramos. El primero, denominado Mañaneros, comprendía la primera parte del programa (de 10:40 a 14:00) y se centraba en los contenidos habituales del programa. El segundo, titulado Extra mañaneros (de 14:10 a 15:00), realizaba un sumario de los sucesos de actualidad del momento.

## Formato

### EtapaMañaneros(04/09/2023-18/04/2025)
Mañaneros es un magacín de actualidad y entretenimiento que cuenta con reportajes y conexiones en directo, en la misma línea de otros espacios similares en esa franja horaria del resto de cadenas generalistas, así como de la propia traidición de la cadena pública que desde 1987 con el Por la mañana, de Jesús Hermida, ha venido durante 35 años encadenando programas de naturaleza análoga en su programación matinal. Para ello, dispone de un equipo de reporteros y colaboradores.
En el programa se combinan tertulias, entrevistas y reportajes de actualidad. Así, se inicia con un repaso a los principales titulares de la prensa del día, a cargo de los colaboradores del programa, Miriam Moreno y Alberto Herrera (anteriormente, Marc Santandreu).
Otra de las secciones se corresponde con el debate sobre actualidad social, en el que periodistas especializados en la denominada prensa del corazón comentan las últimas peripecias de las conocidas socialités y de personajes relevantes del mundo artístico. En esta sección participan, entre otros, los periodistas Pepa Jiménez (en su regreso a televisión tras trece años de ausencia), María Eugenia Yagüe, Alberto Guzmán y Diego Reinares. En meses posteriores, se fueron incorporando otras figuras mediáticas especializadas en la crónica social y procedentes del grupo audiovisual Mediaset España, que, en un giro editorial, había decidido disminuir el peso del periodismo del corazón, consumado con el final del programa paradigmático del género, Sálvame. De ese modo, fichan por Mañaneros, y procedentes de Sálvame, sucesivamente, Terelu Campos, Lydia Lozano, Alba Carrillo y Chelo García-Cortés.
Se hace también un seguimiento de la crónica de sucesos, con periodistas especializados en esa área, tales como Ángel Moya, Mónica González Álvarez o Gema Peñalosa. En esta misma sección el programa cuenta con la psicóloga Ana Villarrubia y la experta en consumo Patricia Suárez Ramírez (Presidenta de ASUFIN - Asociación de Usuarios Financieros). Precisamente en la sección de sucesos, se suscitó una de las mayores polémicas de las que ha sido protagonista el programa, al emitirse en octubre de 2023 imágenes de un cadáver, circunstancia contraria a los usos imperantes en el periodismo audiovisual en la España de los años 2020. Este hecho daría incluso lugar a interpelaciones la Presidencia de RTVE en el seno del Parlamento español.
Finalmente, se constituye una denominada mesa política, en la que periodistas especializados (Toni Bolaño, Pilar Velázquez, Antón Losada…) y expolíticos (Begoña Villacís, Carolina Bescansa, Guillermo Fernández Vara, José Manuel García Margallo…), analizan la actualidad política del país.
Entre las secciones adicionales se incluyen Conexión Miami, con Lucía Riaño, con un repaso de la actualidad desde dicha ciudad de Florida; La consulta, con David Céspedes, que aborda cuestiones e interrogantes básicos en el ámbito de la salud y el bienestar; o El señor de los archivos, con Pedro Santos, que a modo de repaso de la historia de TVE, recupera antiguas imágenes del amplio archivo de la cadena pública.

### EtapaMañaneros 360(22/04/2025-presente)
En esta nueva etapa se repasa cada día las principales noticias de actualidad y sucesos junto a su habitual grupo de colaboradores. Javier Ruiz se incorpora, como presentador junto a Adela González, para hablar de los temas que ocupan y preocupan a la sociedad. El periodista aborda de manera amplia todo lo relacionado con el consumo, la economía o cómo afectan las decisiones políticas al día a día de la ciudadanía.
Precisamente, los ciudadanos y ciudadanas siguen siendo grandes protagonistas del programa y se potencia su presencia con el público en el plató. Sus historias y testimonios ocupan gran parte del espacio. Mañaneros 360 da voz a personas que vivan o hayan vivido alguno de los temas tratados y que quieran participar en las distintas mesas de debate.
El equipo del programa investiga semana a semana distintos temas de interés y convierte a la audiencia en testigo de diversos espacios de denuncia y análisis, con una atención especial en asuntos económicos.
Hay secciones, como el Observatorio de precios, centrada en el consumo y en la evolución del precio de productos representativos, o Inmobiliaria 360º, que aborda otra de las grandes preocupaciones de la sociedad actual, la vivienda, desde distintos puntos de vista.
A todos estos cambios se suman la desaparición de la sección de crónica social, remodelaciones en el plató, incorporando una grada para el público, y nueva línea gráfica.

## Equipo

### Presentadores actuales
Presentador/a titular
     Copresentador/a
     Presentador/a suplente
| Presentadores   | Información                            | Logo de La 1 | Logo de La 1 | Logo de La 1 |
| Presentadores   | Información                            | 2023         | 2024         | 2025         |
| --------------- | -------------------------------------- | ------------ | ------------ | ------------ |
| Adela González  | Presentadora titular                   |              |              |              |
| Javier Ruiz     | Presentador titular                    |              |              |              |
| Alberto Herrera | Copresentador y presentador suplente   |              |              |              |
| Alberto Herrera | Copresentador y presentador suplente   |              |              |              |
| Miriam Moreno   | Copresentadora y presentadora suplente |              |              |              |

NOTA 1: Jaime Cantizano abandona el programa tras una temporada y, desde septiembre de 2024, ocupa su puesto la periodista Adela González.

### Presentadores antiguos
Presentador/a titular
     Copresentador/a
     Presentador/a suplente
| Presentadores   | Información           | Logo de La 1 | Logo de La 1 | Logo de La 1 |
| Presentadores   | Información           | 2023         | 2024         | 2025         |
| --------------- | --------------------- | ------------ | ------------ | ------------ |
| Jaime Cantizano | Presentador titular   |              |              |              |
| Marc Santandreu | Copresentador         |              |              |              |
| Ana Prada       | Presentadora suplente |              |              |              |

### Colaboradores de actualidad y política
| Presentadores               | Información                            | Logo de La 1 | Logo de La 1 | Logo de La 1 |
| Presentadores               | Información                            | 2023         | 2024         | 2025         |
| --------------------------- | -------------------------------------- | ------------ | ------------ | ------------ |
| Ángel Moya                  | Periodista                             |              |              |              |
| Mónica González             | Periodista                             |              |              |              |
| Gema Peñalosa               | Periodista                             |              |              |              |
| Ana Villarrubia             | Psicóloga                              |              |              |              |
| Patricia Suárez Ramírez     | Experta en consumo. Presidenta ASUFIN. |              |              |              |
| Javier Aroca                | Expolítico y antropólogo               |              |              |              |
| Pilar Velasco               | Periodista de investigación            |              |              |              |
| Antón Losada                | Político                               |              |              |              |
| Ainhoa Martínez             | Periodista y abogada                   |              |              |              |
| Toni Bolaño                 | Periodista                             |              |              |              |
| Nuria Ribó                  | Periodista                             |              |              |              |
| Fátima Iglesias             | Periodista                             |              |              |              |
| Begoña Villacís             | Política y abogada                     |              |              |              |
| Carolina Bescansa           | Política y socióloga                   |              |              |              |
| Guillermo Fernández Vara    | Político                               |              |              |              |
| José Manuel García-Margallo | Político                               |              |              |              |

### En sección
| Presentadores | Información | Logo de La 1 | Logo de La 1 | Logo de La 1 |
| Presentadores | Información | 2023         | 2024         | 2025         |
| ------------- | ----------- | ------------ | ------------ | ------------ |
| Jacob Petrus  | Meteorólogo |              |              |              |

### Colaborares antiguos
| Presentadores                  | Información                             | Logo de La 1 | Logo de La 1 | Logo de La 1 |
| Presentadores                  | Información                             | 2023         | 2024         | 2025         |
| ------------------------------ | --------------------------------------- | ------------ | ------------ | ------------ |
| Alberto Guzmán                 | Periodista                              |              |              |              |
| Diego Reinares                 | Periodista                              |              |              |              |
| María Eugenia Yagüe            | Periodista                              |              |              |              |
| Marina Bernal                  | Periodista y escritora                  |              |              |              |
| Laura Lobo                     | Presentadora de televisión              |              |              |              |
| Lydia Lozano                   | Periodista                              |              |              |              |
| Valeria Vegas                  | Periodista                              |              |              |              |
| Terelu Campos                  | Colaboradora de televisión              |              |              |              |
| Alba Carrillo                  | Modelo y presentadora de televisión     |              |              |              |
| Cristina Rodríguez             | Diseñadora                              |              |              |              |
| Irma Soriano                   | Presentadora de televisión              |              |              |              |
| José Manuel Parada             | Presentador y colaborador de televisión |              |              |              |
| Chelo García-Cortés            | Periodista                              |              |              |              |
| Pablo Iglesias                 | Político y exlíder de Podemos           |              |              |              |
| Mercedes Milá                  | Presentadora de televisión              |              |              |              |
| Adriana Abenia                 | Presentadora de televisión y Modelo     |              |              |              |
| Agustín Bravo                  | Presentador de televisión               |              |              |              |
| Anabel Alonso                  | Humorista                               |              |              |              |
| Belinda Washington             | Presentadora de televisión y actriz     |              |              |              |
| Gema Fernández                 | Periodista                              |              |              |              |
| Nacho Montes                   | Diseñador y colaborador                 |              |              |              |
| Silvia Fominaya                | Presentadora de televisión              |              |              |              |
| Eupredio Padula                | Periodista                              |              |              |              |
| Arantxa del Sol                | Presentadora de televisión              |              |              |              |
| Carlota Corredera              | Periodista y presentadora de televisión |              |              |              |
| Benita Castejón (Maestro Joao) | Vidente y colaboradora de televisión    |              |              |              |
| Dani Carande                   | Periodista                              |              |              |              |
| Raúl Rodríguez                 | Periodista                              |              |              |              |
| Marta Bolonio                  | Periodista                              |              |              |              |
| Pepa Jiménez                   | Periodista                              |              |              |              |
| Silvia Taulés                  | Escritora                               |              |              |              |

#### Reporteros
| Presentadores        | Información | Logo de La 1 | Logo de La 1 | Logo de La 1 |
| Presentadores        | Información | 2023         | 2024         | 2025         |
| -------------------- | ----------- | ------------ | ------------ | ------------ |
| Alberto Catalán      | Reporteros  |              |              |              |
| Daniel González      | Reporteros  |              |              |              |
| Gemma Camacho        | Reporteros  |              |              |              |
| Asier Navarro        | Reporteros  |              |              |              |
| Ruth García          | Reporteros  |              |              |              |
| Valle Aguilón        | Reporteros  |              |              |              |
| Juan Pablo Carabias  | Reporteros  |              |              |              |
| José María Fernández | Reporteros  |              |              |              |
| Irina García         | Reporteros  |              |              |              |
| Fran Ramírez         | Reporteros  |              |              |              |
| Óscar Beunza         | Reporteros  |              |              |              |
| Natalia Yáñez        | Reporteros  |              |              |              |
| Víctor Casas         | Reporteros  |              |              |              |
| Paula Pérez          | Reporteros  |              |              |              |
| Javier González      | Reporteros  |              |              |              |
| Elena Antoñanzas     | Reporteros  |              |              |              |
| Fernando Ballesteros | Reporteros  |              |              |              |
| Paula Flores         | Reporteros  |              |              |              |
| Tino Cueto           | Reporteros  |              |              |              |
| Renata Rota          | Reporteros  |              |              |              |
| Xoán Leiro           | Reporteros  |              |              |              |

## Audiencias
| Temporada | Estreno                 | Final                | Audiencia    | Audiencia |
| Temporada | Estreno                 | Final                | Espectadores | Cuota     |
| --------- | ----------------------- | -------------------- | ------------ | --------- |
| 1.ª       | 4 de septiembre de 2023 | 23 de agosto de 2024 | 268 000      | 8,2%      |
| 2.ª       | 26 de agosto de 2024    | 18 de abril de 2025  | 292 000      | 8,9%      |
| 3.ª       | 22 de abril de 2025     | 29 de agosto de 2025 | 345 000*     | 11,7%*    |

### Primera temporada (2023-2024)
| N.º (serie) | N.º (temp.) | Fecha de emisión         | Audiencia    | Audiencia |
| N.º (serie) | N.º (temp.) | Fecha de emisión         | Espectadores | Cuota     |
| ----------- | ----------- | ------------------------ | ------------ | --------- |
| 1           | 1           | 4 de septiembre de 2023  | 281 000      | 8,1%      |
| 2           | 2           | 5 de septiembre de 2023  | 293 000      | 8,3%      |
| 3           | 3           | 6 de septiembre de 2023  | 264 000      | 7,9%      |
| 4           | 4           | 7 de septiembre de 2023  | 284 000      | 8,2%      |
| 5           | 5           | 8 de septiembre de 2023  | 318 000      | 9,1%      |
| 6           | 6           | 11 de septiembre de 2023 | 293 000      | 8,5%      |
| 7           | 7           | 12 de septiembre de 2023 | 280 000      | 8,6%      |
| 8           | 8           | 13 de septiembre de 2023 | 268 000      | 8,5%      |
| 9           | 9           | 14 de septiembre de 2023 | 242 000      | 7,4%      |
| 10          | 10          | 15 de septiembre de 2023 | 323 000      | 9,0%      |
| 11          | 11          | 18 de septiembre de 2023 | 298 000      | 9,5%      |
| 12          | 12          | 19 de septiembre de 2023 | 238 000      | 7,8%      |
| 13          | 13          | 20 de septiembre de 2023 | 254 000      | 8,3%      |
| 14          | 14          | 21 de septiembre de 2023 | 289 000      | 8,9%      |
| 15          | 15          | 22 de septiembre de 2023 | 299 000      | 9,2%      |
| 16          | 16          | 25 de septiembre de 2023 | 279 000      | 8,9%      |
| 17          | 17          | 28 de septiembre de 2023 | 227 000      | 7,2%      |
| 18          | 18          | 2 de octubre de 2023     | 281 000      | 8,8%      |
| 19          | 19          | 3 de octubre de 2023     | 297 000      | 9,6%      |
| 20          | 20          | 4 de octubre de 2023     | 235 000      | 8,0%      |
| 21          | 21          | 5 de octubre de 2023     | 222 000      | 7,4%      |
| 22          | 22          | 6 de octubre de 2023     | 283 000      | 9,6%      |
| 23          | 23          | 9 de octubre de 2023     | 293 000      | 8,6%      |
| 24          | 24          | 10 de octubre de 2023    | 195 000      | 6,5%      |
| 25          | 25          | 11 de octubre de 2023    | 252 000      | 8,3%      |
| 26          | 26          | 13 de octubre de 2023    | 302 000      | 9,2%      |
| 27          | 27          | 16 de octubre de 2023    | 277 000      | 8,0%      |
| 28          | 28          | 17 de octubre de 2023    | 288 000      | 8,6%      |
| 29          | 29          | 18 de octubre de 2023    | 260 000      | 7,7%      |
| 30          | 30          | 19 de octubre de 2023    | 325 000      | 9,1%      |
| 31          | 31          | 20 de octubre de 2023    | 247 000      | 7,4%      |
| 32          | 32          | 23 de octubre de 2023    | 360 000      | 10,4%     |
| 33          | 33          | 24 de octubre de 2023    | 301 000      | 9,3%      |
| 34          | 34          | 25 de octubre de 2023    | 299 000      | 9,5%      |
| 35          | 35          | 26 de octubre de 2023    | 267 000      | 7,9%      |
| 36          | 36          | 27 de octubre de 2023    | 232 000      | 7,8%      |
| 37          | 37          | 30 de octubre de 2023    | 279 000      | 8,5%      |
| 38          | 38          | 1 de noviembre de 2023   | 400 000      | 8,4%      |
| 39          | 39          | 2 de noviembre de 2023   | 291 000      | 8,0%      |
| 40          | 40          | 3 de noviembre de 2023   | 263 000      | 7,9%      |
| 41          | 41          | 6 de noviembre de 2023   | 254 000      | 7,9%      |
| 42          | 42          | 7 de noviembre de 2023   | 276 000      | 8,4%      |
| 43          | 43          | 8 de noviembre de 2023   | 249 000      | 7,6%      |
| 44          | 44          | 9 de noviembre de 2023   | 330 000      | 9,0%      |
| 45          | 45          | 10 de noviembre de 2023  | 309 000      | 9,2%      |
| 46          | 46          | 13 de noviembre de 2023  | 247 000      | 7,6%      |
| 47          | 47          | 14 de noviembre de 2023  | 258 000      | 7,9%      |
| 48          | 48          | 17 de noviembre de 2023  | 324 000      | 9,7%      |
| 49          | 49          | 20 de noviembre de 2023  | 316 000      | 7,6%      |
| 50          | 50          | 21 de noviembre de 2023  | 290 000      | 7,0%      |
| 51          | 51          | 22 de noviembre de 2023  | 305 000      | 8,9%      |
| 52          | 52          | 23 de noviembre de 2023  | 252 000      | 7,5%      |
| 53          | 53          | 24 de noviembre de 2023  | 253 000      | 8,2%      |
| 54          | 54          | 27 de noviembre de 2023  | 252 000      | 7,9%      |
| 55          | 55          | 28 de noviembre de 2023  | 251 000      | 7,5%      |
| 56          | 56          | 29 de noviembre de 2023  | 432 000      | 9,8%      |
| 57          | 57          | 30 de noviembre de 2023  | 244 000      | 7,0%      |
| 58          | 58          | 1 de diciembre de 2023   | 320 000      | 9,4%      |
| 59          | 59          | 4 de diciembre de 2023   | 294 000      | 8,5%      |
| 60          | 60          | 5 de diciembre de 2023   | 262 000      | 8,4%      |
| 61          | 61          | 6 de diciembre de 2023   | 436 000      | 7,6%      |
| 62          | 62          | 7 de diciembre de 2023   | 276 000      | 7,8%      |
| 63          | 63          | 8 de diciembre de 2023   | 374 000      | 8,5%      |
| 64          | 64          | 11 de diciembre de 2023  | 273 000      | 8,6%      |
| 65          | 65          | 12 de diciembre de 2023  | 241 000      | 7,5%      |
| 66          | 66          | 13 de diciembre de 2023  | 237 000      | 7,4%      |
| 67          | 67          | 14 de diciembre de 2023  | 231 000      | 7,3%      |
| 68          | 68          | 15 de diciembre de 2023  | 257 000      | 8,6%      |
| 69          | 69          | 18 de diciembre de 2023  | 266 000      | 8,4%      |
| 70          | 70          | 19 de diciembre de 2023  | 345 000      | 10,8%     |
| 71          | 71          | 20 de diciembre de 2023  | 289 000      | 8,8%      |
| 72          | 72          | 21 de diciembre de 2023  | 244 000      | 7,7%      |
| 73          | 73          | 26 de diciembre de 2023  | 257 000      | 7,2%      |
| 74          | 74          | 27 de diciembre de 2023  | 241 000      | 7,2%      |
| 75          | 75          | 28 de diciembre de 2023  | 302 000      | 8,2%      |
| 76          | 76          | 29 de diciembre de 2023  | 279 000      | 7,9%      |
| 77          | 77          | 2 de enero de 2024       | 334 000      | 9,3%      |
| 78          | 78          | 3 de enero de 2024       | 322 000      | 8,7%      |
| 79          | 79          | 4 de enero de 2024       | 276 000      | 7,3%      |
| 80          | 80          | 5 de enero de 2024       | 300 000      | 8,3%      |
| 81          | 81          | 8 de enero de 2024       | 334 000      | 10,1%     |
| 82          | 82          | 9 de enero de 2024       | 287 000      | 8,3%      |
| 83          | 83          | 10 de enero de 2024      | 311 000      | 8,6%      |
| 84          | 84          | 11 de enero de 2024      | 308 000      | 9,0%      |
| 85          | 85          | 12 de enero de 2024      | 281 000      | 8,6%      |
| 86          | 86          | 15 de enero de 2024      | 269 000      | 7,5%      |
| 87          | 87          | 16 de enero de 2024      | 290 000      | 8,5%      |
| 88          | 88          | 17 de enero de 2024      | 319 000      | 9,0%      |
| 89          | 89          | 18 de enero de 2024      | 269 000      | 8,0%      |
| 90          | 90          | 19 de enero de 2024      | 299 000      | 7,7%      |
| 91          | 91          | 22 de enero de 2024      | 323 000      | 9,6%      |
| 92          | 92          | 23 de enero de 2024      | 276 000      | 8,3%      |
| 93          | 93          | 24 de enero de 2024      | 244 000      | 7,8%      |
| 94          | 94          | 25 de enero de 2024      | 267 000      | 8,7%      |
| 95          | 95          | 26 de enero de 2024      | 254 000      | 8,5%      |
| 96          | 96          | 29 de enero de 2024      | 265 000      | 8,2%      |
| 97          | 97          | 30 de enero de 2024      | 261 000      | 8,3%      |
| 98          | 98          | 31 de enero de 2024      | 243 000      | 7,3%      |
| 99          | 99          | 1 de febrero de 2024     | 241 000      | 7,9%      |
| 100         | 100         | 2 de febrero de 2024     | 257 000      | 8,4%      |
| 101         | 101         | 5 de febrero de 2024     | 301 000      | 9,1%      |
| 102         | 102         | 6 de febrero de 2024     | 228 000      | 6,9%      |
| 103         | 103         | 7 de febrero de 2024     | 296 000      | 8,7%      |
| 104         | 104         | 8 de febrero de 2024     | 295 000      | 8,7%      |
| 105         | 105         | 9 de febrero de 2024     | 335 000      | 8,6%      |
| 106         | 106         | 12 de febrero de 2024    | 305 000      | 8,6%      |
| 107         | 107         | 13 de febrero de 2024    | 267 000      | 7,9%      |
| 108         | 108         | 14 de febrero de 2024    | 299 000      | 9,6%      |
| 109         | 109         | 14 de febrero de 2024    | 223 000      | 6,5%      |
| 110         | 110         | 16 de febrero de 2024    | 273 000      | 8,5%      |
| 111         | 111         | 19 de febrero de 2024    | 232 000      | 7,1%      |
| 112         | 112         | 20 de febrero de 2024    | 277 000      | 8,8%      |
| 113         | 113         | 21 de febrero de 2024    | 260 000      | 8,3%      |
| 114         | 114         | 22 de febrero de 2024    | 252 000      | 7,6%      |
| 115         | 115         | 23 de febrero de 2024    | 377 000      | 10,5%     |
| 116         | 116         | 26 de febrero de 2024    | 343 000      | 9,7%      |
| 117         | 117         | 27 de febrero de 2024    | 248 000      | 7,4%      |
| 118         | 118         | 28 de febrero de 2024    | 289 000      | 8,3%      |
| 119         | 119         | 29 de febrero de 2024    | 237 000      | 7,8%      |
| 120         | 120         | 1 de marzo de 2024       | 255 000      | 7,9%      |
| 121         | 121         | 4 de marzo de 2024       | 295 000      | 8,7%      |
| 122         | 122         | 5 de marzo de 2024       | 233 000      | 7,4%      |
| 123         | 123         | 6 de marzo de 2024       | 268 000      | 8,9%      |
| 124         | 124         | 7 de marzo de 2024       | 265 000      | 8,2%      |
| 125         | 125         | 8 de marzo de 2024       | 305 000      | 8,9%      |
| 126         | 126         | 11 de marzo de 2024      | 236 000      | 9,6%      |
| 127         | 127         | 12 de marzo de 2024      | 229 000      | 7,4%      |
| 128         | 128         | 13 de marzo de 2024      | 258 000      | 8,7%      |
| 129         | 129         | 14 de marzo de 2024      | 229 000      | 7,4%      |
| 130         | 130         | 15 de marzo de 2024      | 248 000      | 8,3%      |
| 131         | 131         | 18 de marzo de 2024      | 244 000      | 8,0%      |
| 132         | 132         | 19 de marzo de 2024      | 274 000      | 9,0%      |
| 133         | 133         | 20 de marzo de 2024      | 268 000      | 8,7%      |
| 134         | 134         | 21 de marzo de 2024      | 267 000      | 8,5%      |
| 135         | 135         | 22 de marzo de 2024      | 233 000      | 7,8%      |
| 136         | 136         | 25 de marzo de 2024      | 291 000      | 7,8%      |
| 137         | 137         | 26 de marzo de 2024      | 231 000      | 6,5%      |
| 138         | 138         | 27 de marzo de 2024      | 246 000      | 7,1%      |
| 139         | 139         | 29 de marzo de 2024      | 318 000      | 7,5%      |
| 140         | 140         | 1 de abril de 2024       | 268 000      | 7,7%      |
| 141         | 141         | 2 de abril de 2024       | 245 000      | 7,9%      |
| 142         | 142         | 3 de abril de 2024       | 241 000      | 8,1%      |
| 143         | 143         | 4 de abril de 2024       | 233 000      | 8,1%      |
| 144         | 144         | 5 de abril de 2024       | 232 000      | 8,1%      |
| 145         | 145         | 8 de abril de 2024       | 317 000      | 9,9%      |
| 146         | 146         | 9 de abril de 2024       | 261 000      | 8,6%      |
| 147         | 147         | 10 de abril de 2024      | 266 000      | 8,9%      |
| 148         | 148         | 11 de abril de 2024      | 222 000      | 7,5%      |
| 149         | 149         | 12 de abril de 2024      | 223 000      | 8,0%      |
| 150         | 150         | 15 de abril de 2024      | 297 000      | 9,9%      |
| 151         | 151         | 16 de abril de 2024      | 260 000      | 8,3%      |
| 152         | 152         | 17 de abril de 2024      | 252 000      | 8,4%      |
| 153         | 153         | 18 de abril de 2024      | 251 000      | 8,2%      |
| 154         | 154         | 19 de abril de 2024      | 267 000      | 8,8%      |
| 155         | 155         | 22 de abril de 2024      | 249 000      | 7,8%      |
| 156         | 156         | 23 de abril de 2024      | 216 000      | 7,1%      |
| 157         | 157         | 24 de abril de 2024      | 221 000      | 7,2%      |
| 158         | 158         | 25 de abril de 2024      | 243 000      | 7,7%      |
| 159         | 159         | 26 de abril de 2024      | 212 000      | 7,1%      |
| 160         | 160         | 30 de abril de 2024      | 248 000      | 7,8%      |
| 161         | 161         | 1 de mayo de 2024        | 397 000      | 8,6%      |
| 162         | 162         | 2 de mayo de 2024        | 265 000      | 8,5%      |
| 163         | 163         | 3 de mayo de 2024        | 202 000      | 6,9%      |
| 164         | 164         | 6 de mayo de 2024        | 282 000      | 8,7%      |
| 165         | 165         | 7 de mayo de 2024        | 307 000      | 10,3%     |
| 166         | 166         | 8 de mayo de 2024        | 258 000      | 9,4%      |
| 167         | 167         | 9 de mayo de 2024        | 253 000      | 8,8%      |
| 168         | 168         | 10 de mayo de 2024       | 221 000      | 8,0%      |
| 169         | 169         | 13 de mayo de 2024       | 264 000      | 8,3%      |
| 170         | 170         | 14 de mayo de 2024       | 255 000      | 8,0%      |
| 171         | 171         | 15 de mayo de 2024       | 243 000      | 7,6%      |
| 172         | 172         | 16 de mayo de 2024       | 231 000      | 7,5%      |
| 173         | 173         | 17 de mayo de 2024       | 222 000      | 7,4%      |
| 174         | 174         | 20 de mayo de 2024       | 256 000      | 8,1%      |
| 175         | 175         | 21 de mayo de 2024       | 275 000      | 9,2%      |
| 176         | 176         | 22 de mayo de 2024       | 219 000      | 7,3%      |
| 177         | 177         | 23 de mayo de 2024       | 223 000      | 7,9%      |
| 178         | 178         | 24 de mayo de 2024       | 283 000      | 9,8%      |
| 179         | 179         | 27 de mayo de 2024       | 244 000      | 7,8%      |
| 180         | 180         | 28 de mayo de 2024       | 226 000      | 7,9%      |
| 181         | 181         | 29 de mayo de 2024       | 209 000      | 7,1%      |
| 182         | 182         | 30 de mayo de 2024       | 247 000      | 6,9%      |
| 183         | 183         | 31 de mayo de 2024       | 223 000      | 7,5%      |
| 184         | 184         | 3 de junio de 2024       | 204 000      | 6,8%      |
| 185         | 185         | 4 de junio de 2024       | 241 000      | 8,3%      |
| 186         | 186         | 5 de junio de 2024       | 216 000      | 7,5%      |
| 187         | 187         | 6 de junio de 2024       | 210 000      | 7,4%      |
| 188         | 188         | 7 de junio de 2024       | 208 000      | 7,2%      |
| 189         | 189         | 10 de junio de 2024      | 283 000      | 8,5%      |
| 190         | 190         | 11 de junio de 2024      | 243 000      | 7,6%      |
| 191         | 191         | 12 de junio de 2024      | 254 000      | 8,2%      |
| 192         | 192         | 13 de junio de 2024      | 256 000      | 8,9%      |
| 193         | 193         | 14 de junio de 2024      | 237 000      | 8,2%      |
| 194         | 194         | 17 de junio de 2024      | 234 000      | 7,9%      |
| 195         | 195         | 18 de junio de 2024      | 237 000      | 8,2%      |
| 196         | 196         | 20 de junio de 2024      | 244 000      | 8,1%      |
| 197         | 197         | 21 de junio de 2024      | 243 000      | 8,4%      |
| 198         | 198         | 24 de junio de 2024      | 281 000      | 8,2%      |
| 199         | 199         | 25 de junio de 2024      | 283 000      | 9,5%      |
| 200         | 200         | 26 de junio de 2024      | 186 000      | 6,0%      |
| 201         | 201         | 27 de junio de 2024      | 250 000      | 8,1%      |
| 202         | 202         | 28 de junio de 2024      | 257 000      | 8,7%      |
| 203         | 203         | 1 de julio de 2024       | 271 000      | 8,9%      |
| 204         | 204         | 2 de julio de 2024       | 260 000      | 9,2%      |
| 205         | 205         | 3 de julio de 2024       | 243 000      | 8,2%      |
| 206         | 206         | 4 de julio de 2024       | 235 000      | 7,8%      |
| 207         | 207         | 5 de julio de 2024       | 263 000      | 8,6%      |
| 208         | 208         | 8 de julio de 2024       | 300 000      | 10,0%     |
| 209         | 209         | 9 de julio de 2024       | 245 000      | 8,3%      |
| 210         | 210         | 10 de julio de 2024      | 242 000      | 8,2%      |
| 211         | 211         | 11 de julio de 2024      | 240 000      | 7,6%      |
| 212         | 212         | 12 de julio de 2024      | 292 000      | 9,2%      |
| 213         | 213         | 15 de julio de 2024      | 409 000      | 12,5%     |
| 214         | 214         | 16 de julio de 2024      | 221 000      | 6,9%      |
| 215         | 215         | 17 de julio de 2024      | 232 000      | 7,6%      |
| 216         | 216         | 18 de julio de 2024      | 281 000      | 9,5%      |
| 217         | 217         | 19 de julio de 2024      | 225 000      | 7,4%      |
| 218         | 218         | 22 de julio de 2024      | 247 000      | 8,3%      |
| 219         | 219         | 23 de julio de 2024      | 251 000      | 8,4%      |
| 220         | 220         | 24 de julio de 2024      | 293 000      | 9,7%      |
| 221         | 221         | 25 de julio de 2024      | 248 000      | 7,5%      |
| 222         | 222         | 26 de julio de 2024      | 270 000      | 9,1%      |
| 223         | 223         | 12 de agosto de 2024     | 253 000      | 8,4%      |
| 224         | 224         | 13 de agosto de 2024     | 223 000      | 7,5%      |
| 225         | 225         | 14 de agosto de 2024     | 244 000      | 8,3%      |
| 226         | 226         | 15 de agosto de 2024     | 309 000      | 8,4%      |
| 227         | 227         | 16 de agosto de 2024     | 263 000      | 9,3%      |
| 228         | 228         | 19 de agosto de 2024     | 264 000      | 8,7%      |
| 229         | 229         | 20 de agosto de 2024     | 317 000      | 10,4%     |
| 230         | 230         | 21 de agosto de 2024     | 234 000      | 8,0%      |
| 231         | 231         | 22 de agosto de 2024     | 220 000      | 7,3%      |
| 232         | 232         | 23 de agosto de 2024     | 225 000      | 7,5%      |

### Segunda temporada (2024-2025)
| N.º (serie) | N.º (temp.) | Fecha de emisión         | Audiencia      | Audiencia  |
| N.º (serie) | N.º (temp.) | Fecha de emisión         | Espectadores   | Cuota      |
| ----------- | ----------- | ------------------------ | -------------- | ---------- |
| 233         | 1           | 26 de agosto de 2024     | 253 000        | 8,8%       |
| 234         | 2           | 27 de agosto de 2024     | 248 000        | 8,2%       |
| 235         | 3           | 28 de agosto de 2024     | 230 000        | 7,8%       |
| 236         | 4           | 29 de agosto de 2024     | 319 000        | 10,1%      |
| 237         | 5           | 30 de agosto de 2024     | 253 000        | 8,7%       |
| 238         | 6           | 2 de septiembre de 2024  | 294 000        | 10,1%      |
| 239         | 7           | 3 de septiembre de 2024  | 270 000        | 8,6%       |
| 240         | 8           | 4 de septiembre de 2024  | 262 000        | 8,0%       |
| 241         | 9           | 5 de septiembre de 2024  | 216 000        | 7,3%       |
| 242         | 10          | 6 de septiembre de 2024  | 257 000        | 8,8%       |
| 243         | 11          | 9 de septiembre de 2024  | 246 000        | 8,0%       |
| 244         | 12          | 10 de septiembre de 2024 | 231 000        | 8,0%       |
| 245         | 13          | 11 de septiembre de 2024 | 261 000        | 8,5%       |
| 246         | 14          | 12 de septiembre de 2024 | 279 000        | 9,4%       |
| 247         | 15          | 13 de septiembre de 2024 | 222 000        | 8,2%       |
| 248         | 16          | 16 de septiembre de 2024 | 262 000        | 9,6%       |
| 249         | 17          | 17 de septiembre de 2024 | 247 000        | 9,1%       |
| 250         | 18          | 18 de septiembre de 2024 | 275 000        | 9,9%       |
| 251         | 19          | 19 de septiembre de 2024 | 295 000        | 9,9%       |
| 252         | 20          | 20 de septiembre de 2024 | 264 000        | 9,2%       |
| 253         | 21          | 23 de septiembre de 2024 | 287 000        | 10,0%      |
| 254         | 22          | 24 de septiembre de 2024 | 231 000        | 8,0%       |
| 255         | 23          | 25 de septiembre de 2024 | 290 000        | 10,3%      |
| 256         | 24          | 26 de septiembre de 2024 | 261 000        | 8,8%       |
| 257         | 25          | 27 de septiembre de 2024 | 274 000        | 9,8%       |
| 258         | 26          | 30 de septiembre de 2024 | 260 000        | 9,0%       |
| 259         | 27          | 1 de octubre de 2024     | 288 000        | 10,0%      |
| 260         | 28          | 2 de octubre de 2024     | 258 000        | 8,6%       |
| 261         | 29          | 3 de octubre de 2024     | 225 000        | 7,7%       |
| 262         | 30          | 4 de octubre de 2024     | 266 000        | 9,6%       |
| 263         | 31          | 7 de octubre de 2024     | 308 000        | 9,8%       |
| 264         | 32          | 8 de octubre de 2024     | 327 000        | 10,9%      |
| 265         | 33          | 9 de octubre de 2024     | 294 000        | 8,5%       |
| 266         | 34          | 10 de octubre de 2024    | 277 000        | 9,4%       |
| 267         | 35          | 11 de octubre de 2024    | 273 000        | 9,2%       |
| 268         | 36          | 14 de octubre de 2024    | 292 000        | 9,7%       |
| 269         | 37          | 15 de octubre de 2024    | 306 000        | 9,3%       |
| 270         | 38          | 16 de octubre de 2024    | 303 000        | 9,4%       |
| 271         | 39          | 17 de octubre de 2024    | 272 000        | 8,9%       |
| 272         | 40          | 18 de octubre de 2024    | 258 000        | 8,5%       |
| 273         | 41          | 21 de octubre de 2024    | 283 000        | 9,3%       |
| 274         | 42          | 22 de octubre de 2024    | 294 000        | 10,0%      |
| 275         | 43          | 23 de octubre de 2024    | 280 000        | 9,3%       |
| 276         | 44          | 24 de octubre de 2024    | 264 000        | 8,8%       |
| 277         | 45          | 25 de octubre de 2024    | 309 000        | 9,6%       |
| 278         | 46          | 28 de octubre de 2024    | 336 000        | 9,8%       |
| 279         | 47          | 29 de octubre de 2024    | 334 000        | 9,3%       |
| 280         | 48          | 30 de octubre de 2024    | 500 000620 000 | 17,4%14,0% |
| 281         | 49          | 31 de octubre de 2024    | 540 000        | 14,1%      |
| 282         | 50          | 1 de noviembre de 2024   | 1 096 000      | 22,6%      |
| 283         | 51          | 4 de noviembre de 2024   | 615 000        | 14,8%      |
| 284         | 52          | 5 de noviembre de 2024   | 470 000        | 14,0%      |
| 285         | 53          | 6 de noviembre de 2024   | 366 000        | 11,4%      |
| 286         | 54          | 7 de noviembre de 2024   | 365 000        | 11,4%      |
| 287         | 55          | 8 de noviembre de 2024   | 324 000        | 10,2%      |
| 288         | 56          | 11 de noviembre de 2024  | 311 000        | 10,5%      |
| 289         | 57          | 12 de noviembre de 2024  | 317 000        | 9,9%       |
| 290         | 58          | 13 de noviembre de 2024  | 377 000        | 9,4%       |
| 291         | 59          | 14 de noviembre de 2024  | 349 000        | 9,9%       |
| 292         | 60          | 15 de noviembre de 2024  | 281 000        | 8,7%       |
| 293         | 61          | 18 de noviembre de 2024  | 278 000        | 9,0%       |
| 294         | 62          | 19 de noviembre de 2024  | 314 000        | 10,3%      |
| 295         | 63          | 20 de noviembre de 2024  | 276 000        | 8,5%       |
| 296         | 64          | 21 de noviembre de 2024  | 250 000        | 7,6%       |
| 297         | 65          | 22 de noviembre de 2024  | 278 000        | 8,9%       |
| 298         | 66          | 25 de noviembre de 2024  | 308 000        | 9,8%       |
| 299         | 67          | 26 de noviembre de 2024  | 316 000        | 10,3%      |
| 300         | 68          | 27 de noviembre de 2024  | 244 000        | 8,3%       |
| 301         | 69          | 28 de noviembre de 2024  | 237 000        | 8,5%       |
| 302         | 70          | 29 de noviembre de 2024  | 225 000        | 8,2%       |
| 303         | 71          | 2 de diciembre de 2024   | 277 000        | 8,9%       |
| 304         | 72          | 3 de diciembre de 2024   | 249 000        | 8,2%       |
| 305         | 73          | 4 de diciembre de 2024   | 265 000        | 8,7%       |
| 306         | 74          | 5 de diciembre de 2024   | 245 000        | 8,9%       |
| 307         | 75          | 6 de diciembre de 2024   | 358 000        | 7,5%       |
| 308         | 76          | 9 de diciembre de 2024   | 257 000        | 7,6%       |
| 309         | 77          | 10 de diciembre de 2024  | 237 000        | 8,0%       |
| 310         | 78          | 11 de diciembre de 2024  | 298 000        | 9,5%       |
| 311         | 79          | 12 de diciembre de 2024  | 264 000        | 8,8%       |
| 312         | 80          | 13 de diciembre de 2024  | 273 000        | 9,2%       |
| 313         | 81          | 16 de diciembre de 2024  | 256 000        | 8,5%       |
| 314         | 82          | 17 de diciembre de 2024  | 276 000        | 8,8%       |
| 315         | 83          | 18 de diciembre de 2024  | 271 000        | 9,4%       |
| 316         | 84          | 19 de diciembre de 2024  | 269 000        | 8,3%       |
| 317         | 85          | 20 de diciembre de 2024  | 226 000        | 7,9%       |
| 318         | 86          | 23 de diciembre de 2024  | 232 000        | 7,2%       |
| 319         | 87          | 24 de diciembre de 2024  | 298 000        | 8,9%       |
| 320         | 88          | 26 de diciembre de 2024  | 318 000        | 8,7%       |
| 321         | 89          | 27 de diciembre de 2024  | 263 000        | 8,1%       |
| 322         | 90          | 30 de diciembre de 2024  | 277 000        | 9,0%       |
| 323         | 91          | 31 de diciembre de 2024  | 314 000        | 9,7%       |
| 324         | 92          | 2 de enero de 2025       | 300 000        | 9,3%       |
| 325         | 93          | 3 de enero de 2025       | 300 000        | 9,9%       |
| 326         | 94          | 7 de enero de 2025       | 296 000        | 8,9%       |
| 327         | 95          | 8 de enero de 2025       | 269 000        | 8,8%       |
| 328         | 96          | 9 de enero de 2025       | 297 000        | 9,6%       |
| 329         | 97          | 10 de enero de 2025      | 275 000        | 9,2%       |
| 330         | 98          | 13 de enero de 2025      | 284 000        | 9,0%       |
| 331         | 99          | 14 de enero de 2025      | 241 000        | 7,8%       |
| 332         | 100         | 15 de enero de 2025      | 260 000        | 8,5%       |
| 333         | 101         | 16 de enero de 2025      | 243 000        | 7,9%       |
| 334         | 102         | 17 de enero de 2025      | 259 000        | 8,2%       |
| 335         | 103         | 20 de enero de 2025      | 311 000        | 9,2%       |
| 336         | 104         | 21 de enero de 2025      | 299 000        | 8,6%       |
| 337         | 105         | 22 de enero de 2025      | 254 000        | 7,7%       |
| 338         | 106         | 23 de enero de 2025      | 274 000        | 8,8%       |
| 339         | 107         | 24 de enero de 2025      | 273 000        | 9,0%       |
| 340         | 108         | 27 de enero de 2025      | 321 000        | 9,1%       |
| 341         | 109         | 28 de enero de 2025      | 303 000        | 9,3%       |
| 342         | 110         | 29 de enero de 2025      | 331 000        | 9,8%       |
| 343         | 111         | 30 de enero de 2025      | 306 000        | 9,7%       |
| 344         | 112         | 31 de enero de 2025      | 281 000        | 8,9%       |
| 345         | 113         | 3 de febrero de 2025     | 298 000        | 8,8%       |
| 346         | 114         | 4 de febrero de 2025     | 242 000        | 7,9%       |
| 347         | 115         | 5 de febrero de 2025     | 306 000        | 10,0%      |
| 348         | 116         | 6 de febrero de 2025     | 285 000        | 9,4%       |
| 349         | 117         | 7 de febrero de 2025     | 282 000        | 8,9%       |
| 350         | 118         | 10 de febrero de 2025    | 280 000        | 8,6%       |
| 351         | 119         | 11 de febrero de 2025    | 297 000        | 9,2%       |
| 352         | 120         | 12 de febrero de 2025    | 338 000        | 10,1%      |
| 353         | 121         | 13 de febrero de 2025    | 269 000        | 8,9%       |
| 354         | 122         | 14 de febrero de 2025    | 255 000        | 8,7%       |
| 355         | 123         | 17 de febrero de 2025    | 212 000        | 7,0%       |
| 356         | 124         | 18 de febrero de 2025    | 240 000        | 7,5%       |
| 357         | 125         | 19 de febrero de 2025    | 231 000        | 7,5%       |
| 358         | 126         | 20 de febrero de 2025    | 254 000        | 8,3%       |
| 359         | 127         | 21 de febrero de 2025    | 296 000        | 9,3%       |
| 360         | 128         | 24 de febrero de 2025    | 278 000        | 8,8%       |
| 361         | 129         | 25 de febrero de 2025    | 253 000        | 8,0%       |
| 362         | 130         | 26 de febrero de 2025    | 268 000        | 8,9%       |
| 363         | 131         | 27 de febrero de 2025    | 248 000        | 8,1%       |
| 364         | 132         | 28 de febrero de 2025    | 278 000        | 6,9%       |
| 365         | 133         | 3 de marzo de 2025       | 345 000        | 9,8%       |
| 366         | 134         | 4 de marzo de 2025       | 320 000        | 9,3%       |
| 367         | 135         | 5 de marzo de 2025       | 319 000        | 8,8%       |
| 368         | 136         | 6 de marzo de 2025       | 316 000        | 9,6%       |
| 369         | 137         | 7 de marzo de 2025       | 314 000        | 9,8%       |
| 370         | 138         | 10 de marzo de 2025      | 278 000        | 8,6%       |
| 371         | 139         | 11 de marzo de 2025      | 324 000        | 9,6%       |
| 372         | 140         | 12 de marzo de 2025      | 257 000        | 8,2%       |
| 373         | 141         | 13 de marzo de 2025      | 271 000        | 8,3%       |
| 374         | 142         | 14 de marzo de 2025      | 217 000        | 6,7%       |
| 375         | 143         | 17 de marzo de 2025      | 309 000        | 8,9%       |
| 376         | 144         | 18 de marzo de 2025      | 313 000        | 9,1%       |
| 377         | 145         | 19 de marzo de 2025      | 281 000        | 8,2%       |
| 378         | 146         | 20 de marzo de 2025      | 267 000        | 8,1%       |
| 379         | 147         | 21 de marzo de 2025      | 302 000        | 9,4%       |
| 380         | 148         | 24 de marzo de 2025      | 297 000        | 9,4%       |
| 381         | 149         | 25 de marzo de 2025      | 266 000        | 8,5%       |
| 382         | 150         | 26 de marzo de 2025      | 226 000        | 7,3%       |
| 383         | 151         | 27 de marzo de 2025      | 235 000        | 8,0%       |
| 384         | 152         | 28 de marzo de 2025      | 205 000        | 7,2%       |
| 385         | 153         | 31 de marzo de 2025      | 263 000        | 8,9%       |
| 386         | 154         | 1 de abril de 2025       | 230 000        | 8,1%       |
| 387         | 155         | 2 de abril de 2025       | 258 000        | 8,2%       |
| 388         | 156         | 3 de abril de 2025       | 318 000        | 9,2%       |
| 389         | 157         | 4 de abril de 2025       | 272 000        | 8,4%       |
| 390         | 158         | 7 de abril de 2025       | 243 000        | 8,5%       |
| 391         | 159         | 8 de abril de 2025       | 274 000        | 9,6%       |
| 392         | 160         | 9 de abril de 2025       | 220 000        | 7,8%       |
| 393         | 161         | 10 de abril de 2025      | 222 000        | 8,0%       |
| 394         | 162         | 11 de abril de 2025      | 262 000        | 8,3%       |
| 395         | 163         | 14 de abril de 2025      | 238 000        | 7,5%       |
| 396         | 164         | 15 de abril de 2025      | 236 000        | 7,4%       |
| 397         | 165         | 16 de abril de 2025      | 267 000        | 7,9%       |
| 398         | 166         | 18 de abril de 2025      | 329 000        | 7,6%       |

### Tercera temporada (2025)
| N.º (serie) | N.º (temp.) | Fecha de emisión     | Audiencia    | Audiencia |
| N.º (serie) | N.º (temp.) | Fecha de emisión     | Espectadores | Cuota     |
| ----------- | ----------- | -------------------- | ------------ | --------- |
| 399         | 1           | 22 de abril de 2024  | 292 000      | 9,6%      |
| 400         | 2           | 23 de abril de 2024  | 312 000      | 10,6%     |
| 401         | 3           | 24 de abril de 2024  | 258 000      | 9,7%      |
| 402         | 4           | 25 de abril de 2024  | 270 000      | 10,1%     |
| 403         | 5           | 28 de abril de 2024  | 137 000      | 10,0%     |
| 404         | 6           | 30 de abril de 2024  | 320 000      | 11,2%     |
| 405         | 7           | 1 de mayo de 2025    | 524 000      | 11,2%     |
| 406         | 8           | 2 de mayo de 2025    | 387 000      | 11,0%     |
| 407         | 9           | 5 de mayo de 2025    | 344 000      | 11,4%     |
| 408         | 10          | 6 de mayo de 2025    | 308 000      | 10,8%     |
| 409         | 11          | 7 de mayo de 2025    | 267 000      | 8,9%      |
| 410         | 12          | 8 de mayo de 2025    | 382 000      | 11,9%     |
| 411         | 13          | 9 de mayo de 2025    | 306 000      | 10,3%     |
| 412         | 14          | 12 de mayo de 2025   | 363 000      | 12,2%     |
| 413         | 15          | 13 de mayo de 2025   | 295 000      | 10,5%     |
| 414         | 16          | 14 de mayo de 2025   | 338 000      | 11,8%     |
| 415         | 17          | 15 de mayo de 2025   | 316 000      | 10,2%     |
| 416         | 18          | 16 de mayo de 2025   | 315 000      | 11,4%     |
| 417         | 19          | 19 de mayo de 2025   | 418 000      | 13,5%     |
| 418         | 20          | 20 de mayo de 2025   | 364 000      | 12,6%     |
| 419         | 21          | 21 de mayo de 2025   | 347 000      | 12,3%     |
| 420         | 22          | 22 de mayo de 2025   | 323 000      | 11,1%     |
| 421         | 23          | 23 de mayo de 2025   | 347 000      | 12,6%     |
| 422         | 24          | 26 de mayo de 2025   | 373 000      | 12,4%     |
| 423         | 25          | 27 de mayo de 2025   | 345 000      | 12,2%     |
| 424         | 26          | 28 de mayo de 2025   | 326 000      | 11,7%     |
| 425         | 27          | 29 de mayo de 2025   | 332 000      | 11,8%     |
| 426         | 28          | 30 de mayo de 2025   | 358 000      | 12,1%     |
| 427         | 29          | 2 de junio de 2025   | 343 000      | 11,6%     |
| 428         | 30          | 3 de junio de 2025   | 383 000      | 12,9%     |
| 429         | 31          | 4 de junio de 2025   | 347 000      | 11,9%     |
| 430         | 32          | 5 de junio de 2025   | 376 000      | 13,6%     |
| 431         | 33          | 6 de junio de 2025   | 398 000      | 13,8%     |
| 432         | 34          | 9 de junio de 2025   | 416 000      | 13,8%     |
| 433         | 35          | 10 de junio de 2025  | 336 000      | 11,7%     |
| 434         | 36          | 11 de junio de 2025  | 355 000      | 12,7%     |
| 435         | 37          | 12 de junio de 2025  | 329 000      | 11,4%     |
| 436         | 38          | 13 de junio de 2025  | 414 000      | 13,6%     |
| 437         | 39          | 16 de junio de 2025  | 430 000      | 13,3%     |
| 438         | 40          | 17 de junio de 2025  | 373 000      | 12,3%     |
| 439         | 41          | 18 de junio de 2025  | 407 000      | 12,8%     |
| 440         | 42          | 19 de junio de 2025  | 385 000      | 12,3%     |
| 441         | 43          | 20 de junio de 2025  | 377 000      | 12,8%     |
| 442         | 44          | 23 de junio de 2025  | 466 000      | 14,1%     |
| 443         | 45          | 24 de junio de 2025  | 445 000      | 12,6%     |
| 444         | 45          | 25 de junio de 2025  | 383 000      | 12,6%     |
| 445         | 45          | 26 de junio de 2025  | 340 000      | 11,7%     |
| 446         | 46          | 27 de junio de 2025  | 343 000      | 11,4%     |
| 447         | 47          | 30 de junio de 2025  | 401 000      | 11,9%     |
| 448         | 48          | 1 de julio de 2025   | 410 000      | 12,8%     |
| 449         | 49          | 2 de julio de 2025   | 392 000      | 12,4%     |
| 450         | 50          | 3 de julio de 2025   | 355 000      | 11,6%     |
| 451         | 51          | 4 de julio de 2025   | 353 000      | 12,1%     |
| 452         | 52          | 7 de julio de 2025   | 383 000      | 12,3%     |
| 453         | 53          | 8 de julio de 2025   | 385 000      | 13,0%     |
| 454         | 54          | 9 de julio de 2025   | 565 000      | 17,2%     |
| 455         | 55          | 10 de julio de 2025  | 367 000      | 12,5%     |
| 456         | 56          | 11 de julio de 2025  | 392 000      | 13,6%     |
| 457         | 57          | 14 de julio de 2025  | 448 000      | 14,1%     |
| 458         | 58          | 15 de julio de 2025  | 406 000      | 13,3%     |
| 459         | 59          | 16 de julio de 2025  | 417 000      | 13,4%     |
| 460         | 60          | 17 de julio de 2025  | 410 000      | 13,6%     |
| 461         | 61          | 18 de julio de 2025  | 392 000      | 13,4%     |
| 462         | 62          | 21 de julio de 2025  | 459 000      | 12,6%     |
| 463         | 63          | 22 de julio de 2025  | 412 000      | 13,7%     |
| 464         | 64          | 23 de julio de 2025  | 373 000      | 12,4%     |
| 465         | 65          | 24 de julio de 2025  | 401 000      | 14,4%     |
| 466         | 66          | 25 de julio de 2025  | 317 000      | 11,1%     |
| 467         | 67          | 28 de julio de 2025  | 398 000      | 12,6%     |
| 468         | 68          | 29 de julio de 2025  | 362 000      | 12,4%     |
| 469         | 69          | 30 de julio de 2025  | 394 000      | 13,4%     |
| 470         | 70          | 31 de julio de 2025  | 356 000      | 12,3%     |
| 471         | 71          | 1 de agosto de 2025  | 378 000      | 12,9%     |
| 472         | 72          | 4 de agosto de 2025  | 412 000      | 14,1%     |
| 473         | 73          | 5 de agosto de 2025  | 385 000      | 13,3%     |
| 474         | 74          | 6 de agosto de 2025  | 398 000      | 13,8%     |
| 475         | 75          | 7 de agosto de 2025  | 402 000      | 14,0%     |
| 476         | 76          | 8 de agosto de 2025  | 366 000      | 12,9%     |
| 477         | 77          | 11 de agosto de 2025 | 418 000      | 14,1%     |
| 478         | 78          | 12 de agosto de 2025 | 439 000      | 14,1%     |
| 479         | 79          | 13 de agosto de 2025 | 393 000      | 12,4%     |
| 480         | 80          | 14 de agosto de 2025 | 460 000      | 15,4%     |
| 481         | 81          | 15 de agosto de 2025 | 491 000      | 12,0%     |
| 482         | 82          | 18 de agosto de 2025 | 417 000      | 13,5%     |
| 483         | 83          | 19 de agosto de 2025 | 367 000      | 12,4%     |

### Audiencia media por meses
| Audiencia media por meses | Audiencia media por meses | Audiencia media por meses | Audiencia media por meses |
| Año                       | Mes                       | Audiencia                 | Audiencia                 |
| Año                       | Mes                       | Espectadores              | Cuota                     |
| ------------------------- | ------------------------- | ------------------------- | ------------------------- |
| 2023                      | Septiembre                | 265 000                   | 8,4%                      |
| 2023                      | Octubre                   | 275 000                   | 8,5%                      |
| 2023                      | Noviembre                 | 289 000                   | 8,2%                      |
| 2023                      | Diciembre                 | 272 000                   | 8,2%                      |
| 2024                      | Enero                     | 288 000                   | 8,4%                      |
| 2024                      | Febrero                   | 278 000                   | 8,7%                      |
| 2024                      | Marzo                     | 260 000                   | 8,1%                      |
| 2024                      | Abril                     | 249 000                   | 8,1%                      |
| 2024                      | Mayo                      | 252 000                   | 8,1%                      |
| 2024                      | Junio                     | 240 000                   | 8,0%                      |
| 2024                      | Julio                     | 263 000                   | 8,6%                      |
| 2024                      | Agosto                    | 257 000                   | 8,4%                      |
| 2024                      | Septiembre                | 261 000                   | 9,0%                      |
| 2024                      | Octubre                   | 321 000                   | 10,0%                     |
| 2024                      | Noviembre                 | 362 000                   | 10,6%                     |
| 2024                      | Diciembre                 | 273 000                   | 8,6%                      |
| 2025                      | Enero                     | 285 000                   | 8,9%                      |
| 2025                      | Febrero                   | 271 000                   | 8,5%                      |
| 2025                      | Marzo                     | 282 000                   | 8,6%                      |
| 2025                      | Abril                     | 246 000                   | 8,8%                      |
| 2025                      | Mayo                      | 349 000                   | 11,5%                     |
| 2025                      | Junio                     | 383 000                   | 12,6%                     |
| 2025                      | Julio                     | 398 000                   | 13,1%                     |
| 2025                      | Agosto                    | 412 000*                  | 13,5%*                    |
| Total                     |                           |                           |                           |

### Especiales
| 1 | Adela González y Javier Ruiz | Prime time | 14 de junio de 2025 | 556 000 (7,0%)  |
| 2 | Javier Ruiz                  | Prime time | 21 de junio de 2025 | 356 000 (5,4%)  |
| 3 | Adela González y Javier Ruiz | Mañana     | 5 de julio de 2025  | 428 000 (14,1%) |